# Mathematische Zeichen in Unicode
Unicode stellt einen großen Umfang an Buchstaben und Symbolen speziell für den Gebrauch in mathematischen Formeln zur Verfügung. Die Zeichen erlauben einen linearen Formelsatz, bei dem also Hoch- und Tiefstellungen für Potenzen und Indizes oder auch als Integralgrenzen nur in begrenztem Maße, der Aufbau mehrzeiliger Strukturen wie Matrizen gar nicht möglich ist. Für solche exakten Positionierungen müssen höhere Protokolle verwendet werden, die zusätzlich zum reinen Formeltext auch Anweisungen zu dessen exakter Formatierung enthalten.

## Allgemeines
Zeichen, die ausschließlich oder hauptsächlich in Formeln Verwendung finden, sind durch die Math-Eigenschaft als solche gekennzeichnet. Mathematische Symbole lassen sich auch an ihrer allgemeinen Kategorie erkennen, diese ist Sm.
Bei der Kodierung wurde – anders als bei den meisten anderen Zeichen – nach optischen Gesichtspunkten vorgegangen. So gibt es mit U+2264 (≤), U+2266 (≦) und U+2A7D (⩽) drei verschiedene Zeichen für „kleiner oder gleich“, die sich nur minimal unterscheiden. Auch werden lateinische Buchstaben neben den gewöhnlichen Zeichen in 13 verschiedenen Schriftarten als eigene Zeichen kodiert. Umgekehrt wurden Zeichen, die das gleiche Aussehen haben, aber zu verschiedenen Zwecken eingesetzt werden, häufig nur ein einziges Mal kodiert: So wird etwa U+2206 (∆) als Laplace-Operator benutzt, für die symmetrische Differenz, in der Differenzenrechnung und in physikalischen oder chemischen Formeln als Größenänderung.

## Kodierte Zeichen
Die mathematischen Zeichen in Unicode stammen zu Teilen aus bestehenden Standards, etwa ISO 9573-13, zum anderen wurden auch Zeichen aufgenommen, die in mathematischen oder physikalischen Publikationen verwendet wurden.

### Buchstaben

#### Lateinische Buchstaben
Neben den gewöhnlichen lateinischen Buchstaben stehen auch Buchstaben mit besonderer Schriftauszeichnung zur Verfügung.
| Auszeichnung             | Bereich                      | Block                                 |
| ------------------------ | ---------------------------- | ------------------------------------- |
| normal                   | U+0041–U+005A, U+0061–U+007A | Basis-Lateinisch                      |
| fett                     | U+1D400–U+1D433              | Mathematische alphanumerische Symbole |
| kursiv                   | U+1D434–U+1D467 *            | Mathematische alphanumerische Symbole |
| fett, kursiv             | U+1D468–U+1D49B              | Mathematische alphanumerische Symbole |
| kalligrafisch            | U+1D49C–U+1D4CF *            | Mathematische alphanumerische Symbole |
| kalligrafisch, fett      | U+1D4D0–U+1D503              | Mathematische alphanumerische Symbole |
| Fraktur                  | U+1D504–U+1D537 *            | Mathematische alphanumerische Symbole |
| mit Doppelstrich         | U+1D538–U+1D56B *            | Mathematische alphanumerische Symbole |
| Fraktur, fett            | U+1D56C–U+1D59F              | Mathematische alphanumerische Symbole |
| Sans Serif               | U+1D5A0–U+1D5D3              | Mathematische alphanumerische Symbole |
| Sans Serif, fett         | U+1D5D4–U+1D607              | Mathematische alphanumerische Symbole |
| Sans Serif, kursiv       | U+1D608–U+1D63B              | Mathematische alphanumerische Symbole |
| Sans Serif, fett, kursiv | U+1D63C–U+1D66F              | Mathematische alphanumerische Symbole |
| Monospace                | U+1D670–U+1D6A3              | Mathematische alphanumerische Symbole |

Im Zusammenhang mit Akzenten werden die Buchstaben i und j auch in einer Variante ohne Punkt verwendet, diese sind im Unicodeblock Mathematische alphanumerische Symbole an den Codepunkten U+1D6A4 und U+1D6A5 als kursive Buchstaben kodiert.
Kleine tiefgestellte Buchstaben für Indizes finden sich die meisten in Unicodeblock Hoch- und tiefgestellte Zeichen, hochgestellte für Potenzen nur n in Unicodeblock Hoch- und tiefgestellte Zeichen. Von der Verwendung dieser Zeichen wird zu Gunsten entsprechender Formatierung im mathematischen Kontext abgeraten.
Der Unicodeblock Buchstabenähnliche Symbole enthält einige weitere von lateinischen Buchstaben abgeleitete Zeichen, die in Formeln Verwendung finden, darunter das Weierstraß-p.

#### Griechische Buchstaben
Neben den gewöhnlichen griechischen Buchstaben stehen auch Buchstaben mit einigen ausgewählten bestehenden Schriftauszeichnungen zur Verfügung. Dabei sind einige Zeichen, etwa das kleine Phi, in zwei verschiedenen Darstellungsvarianten kodiert. Ebenfalls vorhanden sind einige aus griechischen Buchstaben abgeleitete Symbole, etwa das Nabla.
| Auszeichnung             | Bereich                           | Block                                 |
| ------------------------ | --------------------------------- | ------------------------------------- |
| normal                   | U+0391–U+03E1 **                  | Griechisch und Koptisch               |
| fett                     | U+1D6A8–U+1D6E1, U+1D7CA, U+1D7CB | Mathematische alphanumerische Symbole |
| kursiv                   | U+1D6E2–U+1D71B                   | Mathematische alphanumerische Symbole |
| fett, kursiv             | U+1D71C–U+1D755                   | Mathematische alphanumerische Symbole |
| Sans Serif, fett         | U+1D756–U+1D78F                   | Mathematische alphanumerische Symbole |
| Sans Serif, fett, kursiv | U+1D790–U+1D7C9                   | Mathematische alphanumerische Symbole |
| mit Doppelstrich         | nur wenige Zeichen                | Buchstabenähnliche Symbole            |

#### Sonstige Buchstaben
Im Unicodeblock Arabische mathematische alphanumerische Symbole sind arabische Buchstaben zur Verwendung in Formeln kodiert, einige in der Mathematik verwendete hebräische Buchstaben sind im Unicodeblock Buchstabenähnliche Symbole als Zeichen kodiert, die anders als im Hebräisch die Schreibrichtung von links nach rechts nicht beeinflussen. In Einzelfällen können in mathematischen Formeln auch Buchstaben anderer Alphabete vorkommen, etwa das kyrillische Ш (U+0428) für die Tate-Shafarevich-Gruppe.

#### Akzente
Häufig werden Buchstaben in mathematischen Formeln mit Akzenten und anderen diakritischen Zeichen versehen, etwa Zirkumflex oder Makron. Für Zeitableitungen werden vor allem in der Physik übergesetzte Punkte benutzt. Daneben gibt es noch weitere Akzente, die nur in Formeln verwendet werden, etwa den übergesetzten Pfeil zur Kennzeichnung von Vektoren. Neben dem Unicodeblock Kombinierende diakritische Zeichen kommt dabei vor allem der Unicodeblock Kombinierende diakritische Zeichen für Symbole zum Einsatz.

### Zahlen
Auch die gewöhnlichen Ziffern sind in mehrfacher Kodierung für verschiedene Schriftauszeichnungen vorhanden.
| Auszeichnung     | Bereich         | Block                                 |
| ---------------- | --------------- | ------------------------------------- |
| normal           | U+0030–U+0039   | Basis-Lateinisch                      |
| fett             | U+1D7CE–U+1D7D7 | Mathematische alphanumerische Symbole |
| mit Doppelstrich | U+1D7D8–U+1D7E1 | Mathematische alphanumerische Symbole |
| Sans Serif       | U+1D7E2–U+1D7EB | Mathematische alphanumerische Symbole |
| Sans Serif, fett | U+1D7EC–U+1D7F5 | Mathematische alphanumerische Symbole |
| Monospace        | U+1D7F6–U+1D7FF | Mathematische alphanumerische Symbole |

Kleine hoch- und tiefgestellte Zahlen für Potenzen und Indizes finden sich in Unicodeblock Hoch- und tiefgestellte Zeichen (1, 2, 3 in Unicodeblock Lateinisch-1, Ergänzung). Von der Verwendung dieser Zeichen wird zu Gunsten entsprechender Formatierung im mathematischen Kontext abgeraten (üblich aber: km²).
Einige Brüche sind im Unicodeblock Zahlzeichen und Unicodeblock Lateinisch-1, Ergänzung kodiert, andere Brüche können mit dem Bruchstrich aus dem Unicodeblock Allgemeine Interpunktion erzeugt werden. Dabei ist vorgesehen, dass bei der Darstellung die vorhergehende und die nachfolgende Zahl bestimmt und jeweils als Ganzes als Zähler und Nenner formatiert werden. Eine direkte Unterstützung zur Darstellung von Brüchen, deren Zähler oder Nenner keine gewöhnlichen Zahlen sind, sondern etwa Buchstaben für Variablen, ist nicht vorgesehen.

### Symbole

#### Pfeile
Für Pfeile existieren vier Blöcke: Pfeile, Zusätzliche Pfeile-A, Zusätzliche Pfeile-B, Zusätzliche Pfeile-C und Verschiedene Symbole und Pfeile, wobei letzterer auch noch einige geometrische Symbole enthält.

#### Operatoren, Relationszeichen
Für Operatoren, Relationszeichen und andere mathematische Symbole sind vier Blöcke vorgesehen: Mathematische Operatoren, Verschiedene mathematische Symbole-A, Verschiedene mathematische Symbole-B und Zusätzliche Mathematische Operatoren. Einige elementare Symbole befinden sich im Unicodeblock Basis-Lateinisch. Sofern eine negierte Relation nicht eigens kodiert sind, kann sie mit kombinierenden Zeichen erzeugt werden.

#### Sonstige Symbole
Einige weitere Blöcke enthalten ebenfalls Symbole, die in Formeln auftreten können. Dazu gehören der Unicodeblock Verschiedene technische Zeichen, in dem unter anderem Zeichen definiert sind, aus denen sich große Klammern aus mehreren Stücken zusammensetzen lassen. Der Unicodeblock Geometrische Formen enthält verschiedene Dreiecke, Quadrate, Kreise und andere Formen zum allgemeinen Gebrauch. Der Unicodeblock Allgemeine Interpunktion enthält neben verschieden breiten Leerzeichen auch einige unsichtbare Zeichen, die Formeln semantisch gliedern können: So kann eine implizite Multiplikation durch das Zeichen U+2062 ausgedrückt werden.

### Variantenselektoren
Für einige Symbole sind Darstellungsvarianten mittels Variantenselektoren möglich. So ist der Negationsstrich in U+2268 (≨) im Normalfall geneigt, die Kombination <U+2268, U+FE00> sollte das Zeichen dagegen mit vertikalem Strich angezeigt werden.

## Verwendung
TeX und LaTeX sind älter als Unicode, verwenden daher traditionell angepasste Schriftarten, um Formeln darzustellen. Mit unicode-math gibt es aber ein LaTeX-Paket, das zum einen die meisten Unicode-Zeichen für mathematische Symbole in der Eingabe anstelle der üblichen Befehle erlaubt, und zum anderen diese auch in der Ausgabe verwendet. Andere Systeme zur Formatierung von Formeln, etwa MathML, verwenden dagegen alle Unicode-Zeichen direkt und profitieren so von der Vielzahl der Unicode-Zeichen für Formeln.
In einigen Programmiersprachen ist es mit Hilfe von Präprozessoren und ähnlichen Methoden bis zu einem gewissen Grad möglich, diese Unicode-Zeichen im Programm-Code zu verwenden und die Formeln dadurch lesbarer zu gestalten.